# Криогенные сплавы
Криогенные сплавы - общее название для сталей и сплавов, которые предназначены для работы при сверхнизких температурах (ниже -183 °С - температуры кипения кислорода, по другим источникам - ниже -120 °С). Такие сплавы широко используются при изготовлении ёмкостей, трубопроводов и других элементов в системах получения и транспортировки сжиженного природного газа. 
С узко-прикладной точки зрения криогенными признаются сплавы, предназначенные для решения различных задач при работе с конкретными жидкими газами со  сверхнизкими температурами кипения:
- кислородом (- 183 °С);
- азотом (- 196 °С);
- неоном (- 247 °С);
- водородом (- 253 °С);
- гелием (- 269 °С);
- а также с жидкими углеводородами (метан, бутан и др.) (от - 80 до -180 °С)[3].

Таким образом, криогенные сплавы предназначены для работы в температурных диапазонах от нормальной температуры до абсолютного нуля. Стали и сплавы, предназначенные для эксплуатации при низких температурах (до -60 °C), называются сталями и сплавами для северных условий эксплуатации.

## Хладостойкойсть
Одним из основных требований к криогенным сплавам является их высокая хладостойкость - способность сохранять достаточную
ударную вязкость при низких (криогенных) температурах от 0 до –269 °С (4 К). Другая формулировка этого же требования - отсутствие хладноломкости, то есть катастрофического снижения ударной вязкости при низких и сверхнизких температурах.

## Криогенные стали
Ключевое свойство криогенных сталей - достаточная прочность при нормальной температуре и высокое сопротивление хрупкому разрушению при низких температурах. Важным дополнительным требованием к таким сталям является высокая коррозионная устойчивость. В качестве криогенных используются низкоуглеродистые никелевые стали и стали аустенитного класса с низким порогом хладноломкости. Аустенитные стали используют после закалки в воде от 1000-1050 °С. При нормальной температуре предел текучести аустенитных сталей не превышает 400-450 МПа.

### Группы криогенных сталей
К криогенным сталям относятся высокопрочные коррозионно-стойкие стали с высоким содержанием никеля:
- Низкоуглеродистые никелевые стали ОН6А (6-7 % Ni) и ОН9А (8,5-9,5 % Ni), имеющие низкий порог хладноломкости, используют для сварных конструкций, работающих при температурах до - 196 °С.
- Хромоникелевые аустенитные стали 12Х18Н10Т и 08Х18Н10Т получили наиболее широкое применение — из них изготовляют крупногабаритные газораспределительные установки большой мощности для получения сжиженных газов (02, N2, Н2 и др.), транспортные ёмкости и хранилища сжиженных газов. Они хорошо свариваются и обладают большим запасом вязкости при криогенных температурах.
- Сложнолегированные аустенитные стали повышенной прочности 07Х21Г7АН5 и 03Х20Н16АГ6 применяют для штампосварных изделий и толстостенных крупногабаритных ёмкостей.
- Аустенитные стали на хромомарганцевой основе 10Х14Г14Н4Т и 03Х13АГ19 выступают заменителями более дорогих хромоникелевых аустенитных сталей, однако пластическая деформация хромомарганцевых сталей может вызвать частичное мартенситное превращение, что снижает сопротивление хрупкому разрушению. Эти стали рекомендуются для изготовления сварных конструкций, работающих при температурах от 20 до - 196 °С (для стали 03Х13АГ19) и до - 253 °С (для 10Х14Г14Н4Т).

## Иные криогенные сплавы
Кроме криогенных сталей  широкое распространение для использования при низких температурах получили сплавы на железоникелевой основе, алюминиевые, медные и титановые. Из алюминиевых сплавов производят до 30 % металлоконструкций в криогенных устройствах. Широко применяются деформируемые сплавы на основе Аl–Mg и Al–Cu (дополнительно легированные Мn, Sc, V и др.). Коррозионно-стойкие свариваемые сплавы Al–Li–Cu пониженной плотности могут обеспечивать снижение массы изделий до 15–25 %. Другим вариантом снижения массы изделий на 20% за счёт использования более прочных и лёгких сплавов является внедрение сплава Al-Mg-Mn-Sc-Zr .
Высоким потенциалом для применения в качестве криогенных обладают также высокоэнтропийные и среднеэнтропийные сплавы (например, сплав титана, гафния, тантала и ниобия или хрома, марганца, железа, кобальта и никеля).